# Tameside
Tameside ist ein Metropolitan Borough im Metropolitan County Greater Manchester in England, der nach dem River Tame benannt ist. Verwaltungssitz ist die Stadt Ashton-under-Lyne. Weitere bedeutende Orte im Borough sind Audenshaw, Denton, Droylsden, Dukinfield, Haughton Green, Hyde, Longdendale, Mossley und Stalybridge.
Die Reorganisation der Grenzen und der Kompetenzen der lokalen Behörden führte 1974 zur Bildung des Metropolitan Borough. Fusioniert wurden dabei die Municipal Boroughs Ashton-under-Lyne, Dukinfield, Hyde, Mossley und Stalybridge sowie die Urban Districts Audenshaw, Denton, Droylsden, Longdendale. Diese Gebietskörperschaften gehörten zuvor zu den Grafschaften Cheshire und Lancashire sowie zu einem kleinen Teil zu Yorkshire.
1986 wurde Tameside faktisch eine Unitary Authority, als die Zentralregierung die übergeordnete Verwaltung von Greater Manchester auflöste. Tameside blieb für zeremonielle Zwecke Teil von Greater Manchester, wie auch für einzelne übergeordnete Aufgaben wie Polizei, Feuerwehr und öffentlicher Verkehr.

## Persönlichkeiten

### Söhne und Töchter der Stadt
- Rob Holding (* 1995), Fußballspieler
- Millie Gibson (* 2004), Schauspielerin